# Sächsischer Musikrat
Der Sächsische Musikrat  (SMR) ist ein sächsischer eingetragener Verein in der Funktion des Landesmusikrats, der sich zur Aufgabe gesetzt hat, „die Musiktradition in Sachsen zu pflegen sowie das zeitgenössische Musikschaffen zu unterstützen“. Der Verein hat seinen Sitz in Dresden und verfolgt ausschließlich gemeinnützige Zwecke. Finanziert wird er durch Fördermittel des Freistaats Sachsen sowie durch Mitgliedsbeiträge und Spenden.

## Organisation
Mitglieder im Sächsischen Musikrat sind über 30 Musikverbände und -vereine, 15 Musikinstitutionen aus unterschiedlichen Musikrichtungen sowie zwei Ehrenmitglieder und elf Einzelpersonen. Geleitet wird der Verein durch ein Präsidium, dessen Präsident von 2003 bis 2007 Wilfried Krätzschmar und von 2007 bis 2019 Christoph Krummacher war. Sein Nachfolger wurde Milko Kersten.
Der Sächsische Musikrat ist Mitglied im Deutschen Musikrat und darüber hinaus im Rundfunkrat des Mitteldeutschen Rundfunks (MDR) vertreten.

## Aktivitäten
Der Sächsische Musikrat ist die kulturpolitische Interessenvertretung seiner Mitglieder und vertritt damit „die gemeinsamen Interessen der am Musikleben beteiligten Institutionen, Verbände und Organisationen gegenüber der Staatsregierung, kommunalen Körperschaften und Einrichtungen sowie gegenüber sonstigen öffentlich rechtlichen Institutionen“.
Der SMR unterhält drei Landesensembles. Das Landesjugendorchester Sachsen wurde 1992 gegründet und bietet talentierten sächsischen Nachwuchsmusikern die Möglichkeit, unter professioneller Leitung die Arbeit in einem großen Orchester kennenzulernen. Daneben existieren das Jugend-Jazzorchester Sachsen und das Nachwuchsstreichorchester Landstreicher Sachsen. Darüber hinaus vernetzt der SMR mit der Plattform der Jugendensembles die Sinfonischen Jugendorchester in Sachsen, so dass eine Koordinierung u. a. der Konzerttätigkeit möglich ist.
Neben den drei Landesensembles bestehen vier weitere Landesjugendensembles unterschiedlicher Träger. Das Landesjugendblasorchester Sachsen wurde 1997 gegründet und wird vom Sächsischen Blasmusikverband e. V. getragen. Der 2008 von seinem jetzigen musikalischen Leiter Marcus Friedrich gegründete Landesjugendchor Sachsen wird vom Sächsischen Chorverband unterhalten. Das Landesjugendzupforchester Sachsen steht in Trägerschaft des Landesverbands Sachsen des Bundes deutscher Zupfmusiker. Der Landesjugendposaunenchor Sachsen ist ein Ensemble der Sächsischen Posaunenmission e. V.
Der SMR wirkt auch durch seine Wettbewerbe Jugend jazzt, Sächsische Landesbegegnung für Jazzorchester mit ŠKODA Jazzpreis, Jugend musiziert, Sächsischer Orchesterwettbewerb und Sächsischer Chorwettbewerb.
Seit dem Jahr 2010 betreibt der SMR die Sächsische Landesmusikakademie im Schloss Colditz.

## Johann Walter Plakette
Seit 2002 verleiht das Präsidium des Sächsischen Musikrates im Abstand von zwei Jahren die Johann Walter Plakette an Persönlichkeiten, die sich durch ihr Engagement im Musikleben des Freistaates besondere Verdienste erworben haben. Benannt ist die Plakette nach Johann Walter, der ein musikalischer Berater und enger Freund Martin Luthers war und maßgeblich bei der Gestaltung der »Deutschen Messe« mitwirkte. Entworfen und gestaltet wurde die Plakette von dem nordsächsischen Bildhauer Torsten Freche. 
Preisträger:
- 2002: Peter Kopp, Luise Rummel, Wolfgang Reich und Frank Streuber
- 2004: Ludwig Güttler und Ingo Zimmermann
- 2006: Christfried Brödel, Erhard Fietz und Jürgen Schulze
- 2008: Herbert Blomstedt und Hans Joachim Meyer
- 2010: Erhard Franke und Frank Klüger
- 2012: Albrecht Goetze und Wilfried Krätzschmar
- 2014: Hans-Christoph Rademann und Friedrich-Wilhelm von Rauch
- 2016: Gerhard Schöne und Irmgard Krauthoff
- 2018: Gotthold Schwarz und Steffen Schleiermacher
- 2020: Silke Fraikin, Ekkehard Saretz und David Timm
- 2022: Aline Fiedler, Friedrich Reichel und Britta Schwarz
- 2024: Pascal Kaufmann, Sebastian Krumbiegel und Kerstin Leiße